# Route nationale 1A (Maroc)
Pour les articles homonymes, voir Route 1A et Route nationale 1A.
La route nationale 1A ou N1A est une route qui relie Larache à Ksar el Kébir.